# Be 4/6 Mirage
Be 4/6 1601-1726 — це позначення серії зчленованих вагонів Цюрихського трамвая. Транспортні засоби, закуплені транспортним управлінням Цюріха (VBZ), також відомі під прізвиськом «Міраж».
- Кількість: 90 вагонів з кабіною машиніста та 36 причіпних вагонів без кабіни водія ("Сліпа корова");
- Роки побудови: 1966—1969;
- Використання: 1966—2006 — Цюрих, 2006 — дотепер — Вінниця;
- Ширина колії: 1000 мм;
- Довжина: 20,9 м;
- Висота: 3,68 м;
- Ширина: 2,2 м;
- Маса порожнього вагона: 25,8 т (вагон з водійською кабіною) чи 23,3 т ("Сліпа корова");
- Максимальна швидкість: 60 км/год;
- Струм: 600 В постійний;
- Тип зчіпки: +GF+;
- Градієнт: 39%;
- Сидячих місць: 43/47("Сліпа корова");
- Стоячих місць: 122-128.

## Огляд

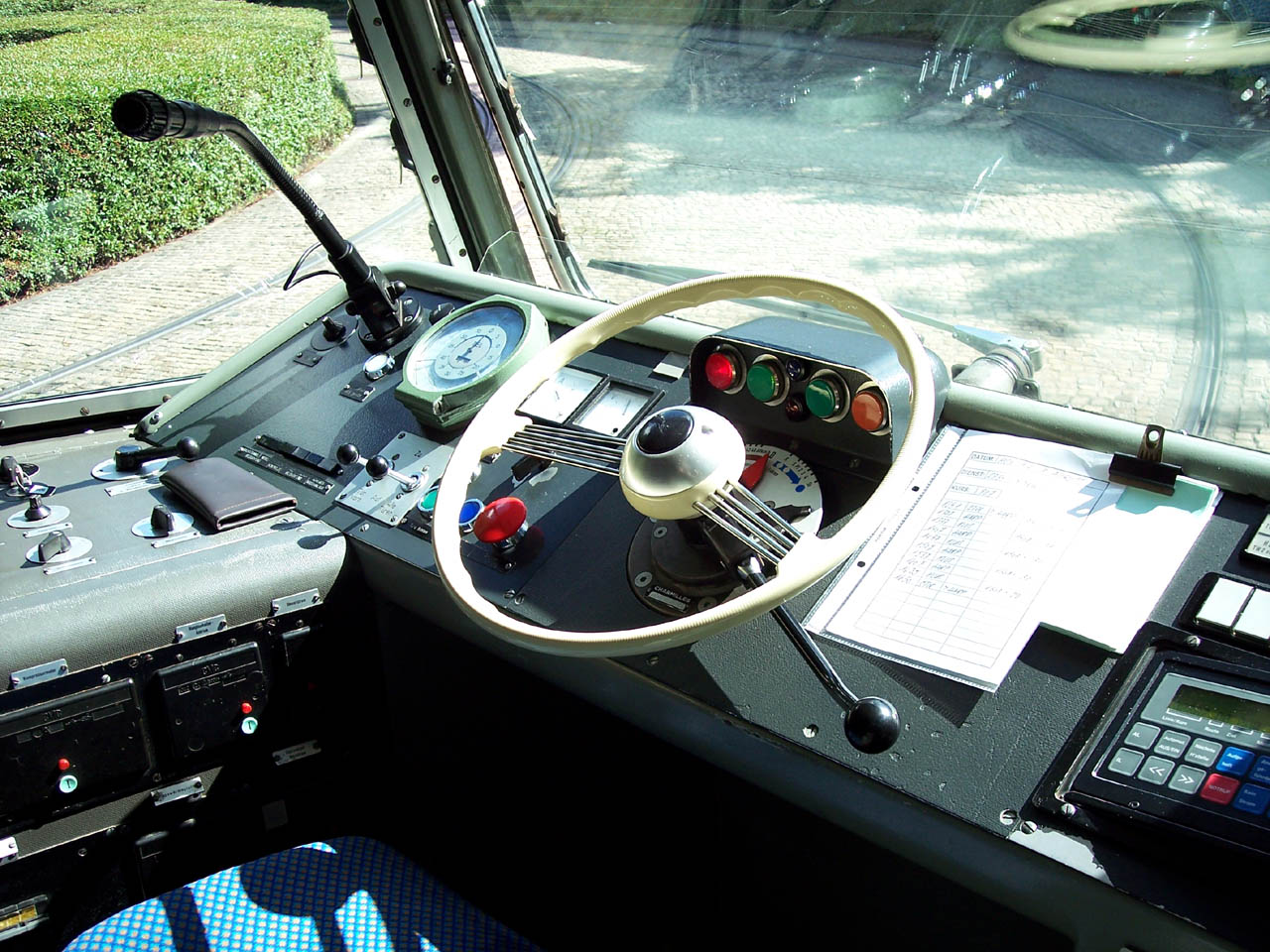
Робоче місце водія у вагоні "Міраж". "Кермо" використовується для керування тягою та гальмування

Прізвисько «Міраж» виникло через перевищення вартості, подібне до винищувача «Міраж», закупленого швейцарською армією одночасно з першими вагонами (1968). Також з цієї причини, після 90 звичайних вагонів, останні 36 вагонів були придбані без кабіни машиніста; Ці так звані керовані моторні вагони (допоміжні вагони) можуть використовуватися лише як задні вагони на подвійній тязі. Ці транспортні засоби отримали прізвисько «Сліпа корова», тому що вони спочатку не мали фар.
На основі досвіду з двома прототипами Be 6/6 1801 (з двома шарнірами) і 1802 (з одним шарніром) було замовлено вагони із двома шарнірами, щоб уникнути заборони на переїзд у вузьких поворотах. Оскільки транспортний засіб із причепом на гірських маршрутах, наприклад, маршрут 13 (Альбісгютлі) або 7 (Центральний – Вайнбергштрассе), не прискорювався достатньо, було вирішено використовувати трикомпонентний вагон із чотирма ведучими та двома ходовими осями, який можна було використовувати окремо або з кількома елементами керування.
Перший і третій зовнішні візки оснащені двома двигунами по 75 кВт, тоді як другий візок встановлено по центру під другим коротким сегментом кузова. Ця конструкція дозволяє вагону вписуватися у криві малого радіусу без значних виносів кузова.

## Використання

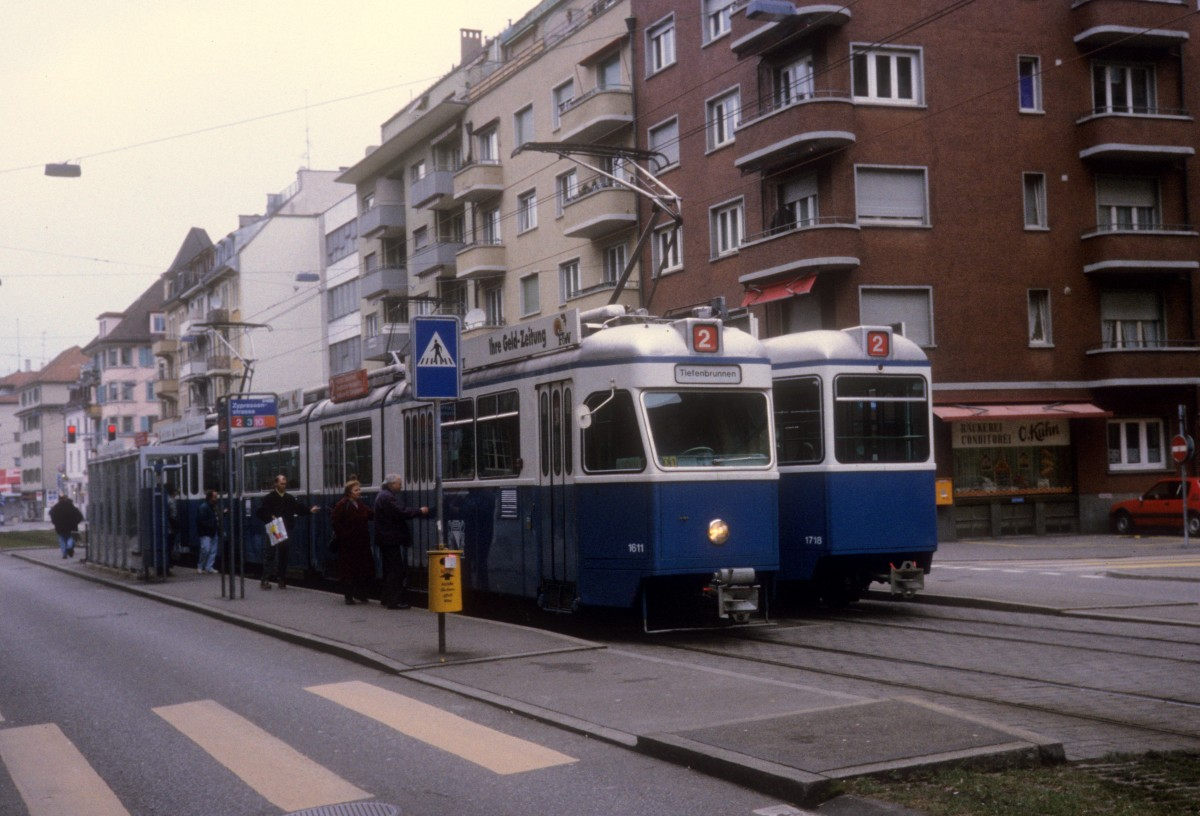
Вагони "Міраж" (Be 4/6 1611 / Be 4/6 1718) на Баденерштрассе у лютому 1994 року

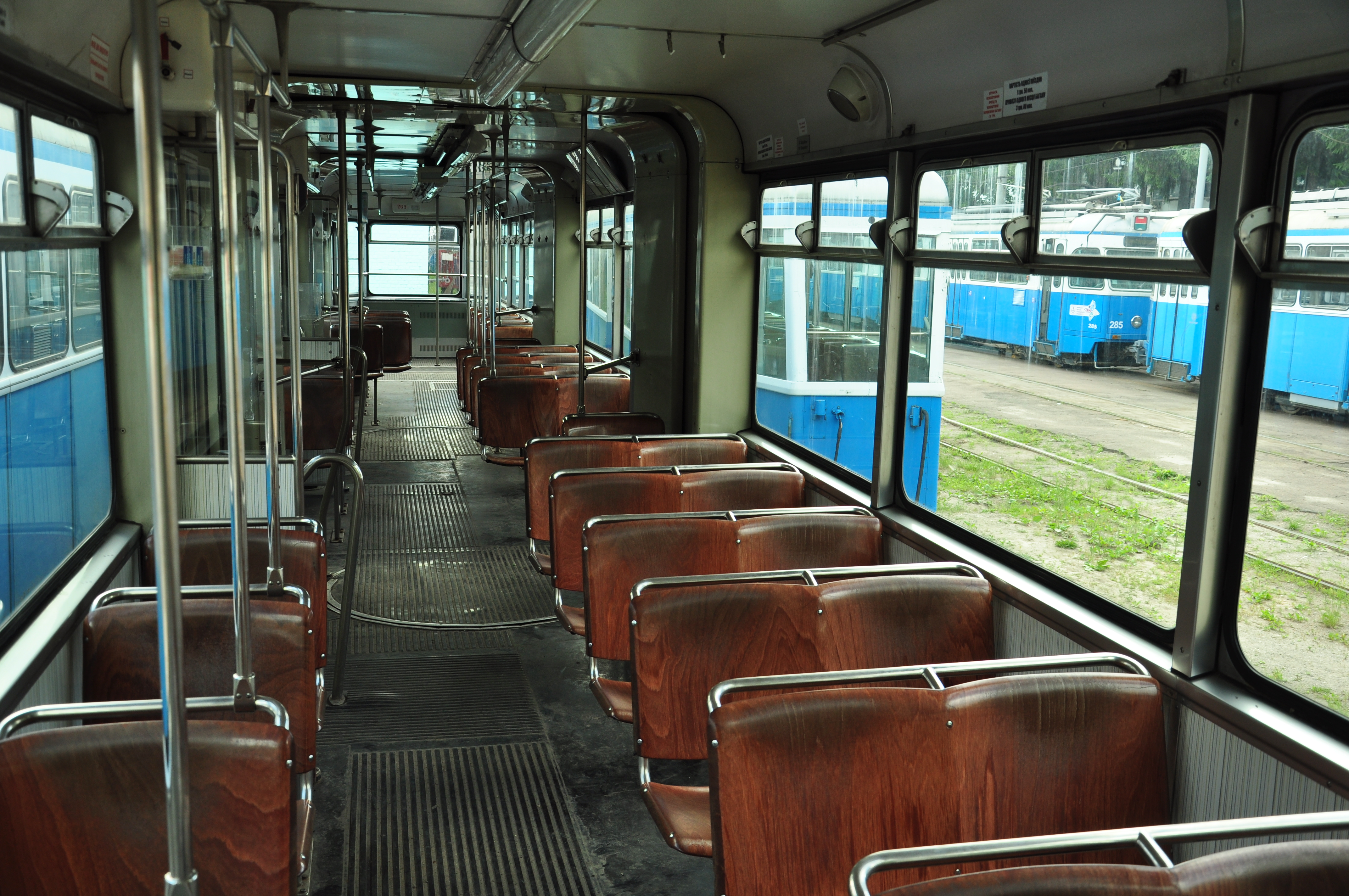
Салон вагона "Міраж" у депо м. Вінниця

Вагони «Міраж» можуть використовуватися окремо або у парі з іншим вагоном «Міраж» або «Сліпа корова». У 1966 році, після поставки перших вагонів, спарені вагони було запущено в Цюриху на лініях 2, 7, 13 і 14.
Перші 76 вагонів були поставлені з кондукторською кабіною. З переходом на самообслуговування пасажирів у 1969 році [4] це стало неактуальним, і починаючи з номера 1677 вагони «Міраж» і всі вагони «Сліпа корова» поставлялися без них. Наявні кондукторські кабіни були демонтовані в наступні роки. Це збільшило початкову кількість місць з 43 до 47 для номерів 1601-1660 і з 39 до 43 для номерів 1661-1676.
До 1980-х років на деякі маршрути VBZ у непіковий час у вечірній час, а також у неділю та державні свята випускали одинарні вагони. Для поїздок до депо та всередині нього (так звані маневрові операції) вагони мали допоміжний пульт машиніста ззаду, а "Сліпі корови" мали його і спереду, і ззаду. З 1978 "Сліпі корови" обладнали передніми фарами та склоочисником для цих поїздок, що означало, що прізвисько "сліпі" більше не було виправданим.
З 1976 року вагони «Міраж» також використовувалися на лінії 11 і як одиночні вагони на лініях 5, 6, 8 і 15 у зв'язку з поставкою нової серії вагонів Трам 2000. Крім того, у 1978-1987 роках було побудовано 25 вагонів (1601-1605 і 1671-1690) для використання з причепами B4 швейцарського стандарту (747, 765-768, 770, 787-800) з модернізованими розетками для електричної та пневматичної муфти. Ці потяги курсували на лініях 3 і 4.
29 вагонів (1648-1676)[1] були модернізовані між 1985 і 1990 роками за допомогою захисту блоку ліній Integra "Zugstop" (нове позначення ZST 90) для використання в трамвайному тунелі до Швамендінгена для роботи на лінії 7.

### Останні роки експлуатації
У розкладі 2007 року транспортні засоби все ще використовувалися на лініях 2 (подвійна тяга), 4 (з причепом), 7 (подвійна тяга), у вигляді восьми вагонів з причепом і тринадцяти подвійної тяги. У зв'язку з поступовою поставкою Bе 5/6 "Кобра", з кінця 2007 року транспортні засоби поступово знімалися з обігу Цюрихської транспортної компанії.
У грудні 2007 року на лінії 4 припинилася робота з колясками, а також використання більшості колясок без кабіни водія. Лише два-чотири допоміжні вагони у спеціальній лівреї Євро-2008 (вагон 1712 як Coca-Cola та 1717 як Credit Suisse) залишалися в експлуатації до липня 2008 року. Вагони 1683 (Credit Suisse), 1687 (Coca-Cola) і 1689 Soccer Euro 2008, які також використовувалися до липня 2008 року, були спеціально пофарбовані до Євро 2008. Два додаткових вагони (вагони 1710 і 1725) з обладнанням для обліку пасажирів використовувалися до травня 2009 року.

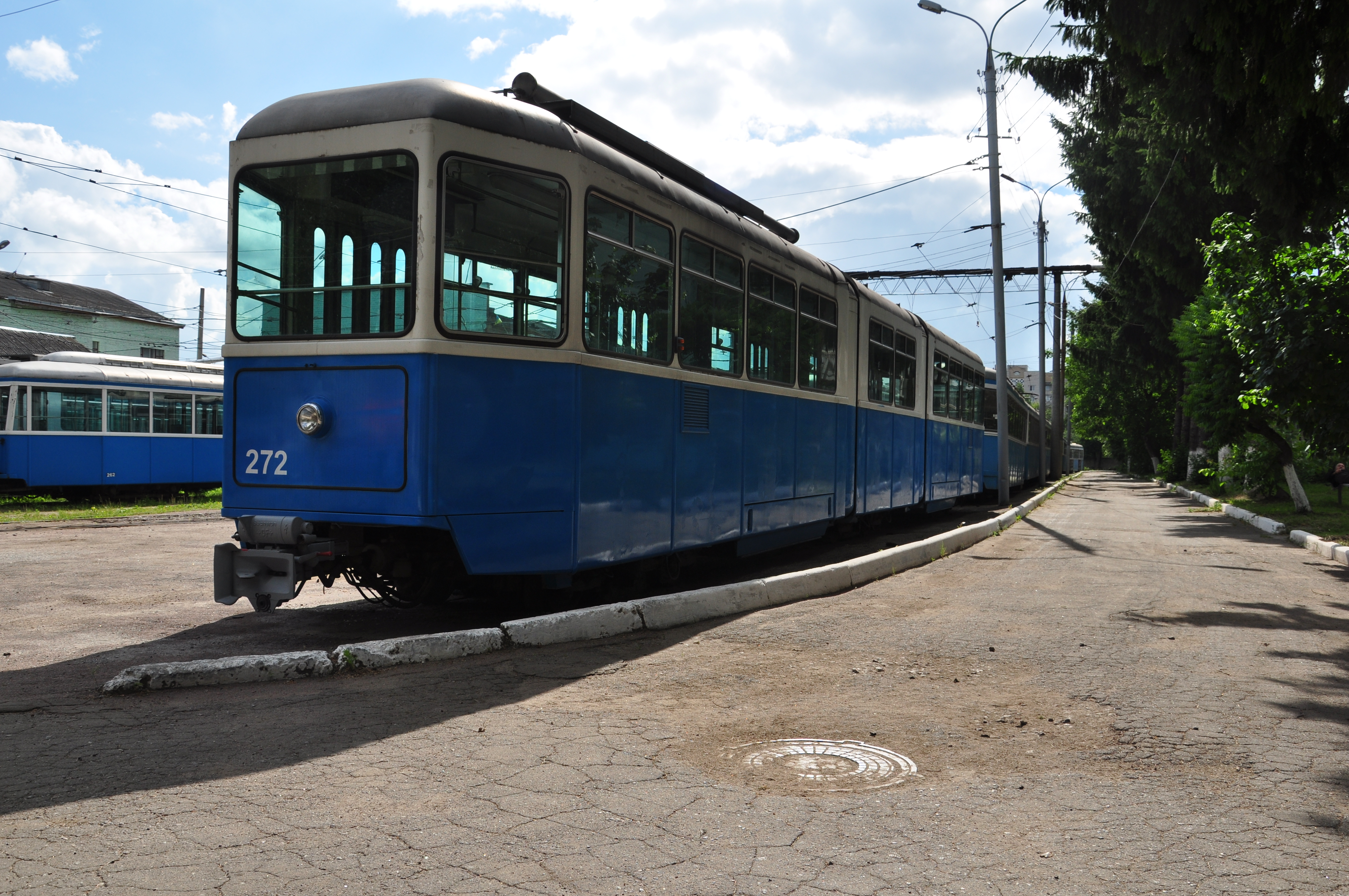
Вагон типу "Сліпа корова" у вінницькому депо

У середині 2009 року на лінії 2 закінчилася чиста робота «Міражів», а на лінії 13 до кінця року вагони були повністю зняті. З початку 2010 року майже половина маршрутів 2-ї лінії все ще курсувала з «Міражами» на подвійній тязі, тоді як на 8-й лінії все ще переважали соло-вагони. Після введення в експлуатацію останнього «Кобри» наприкінці травня 2010 року, решта «Міражів» були виведені зі штатної експлуатації 30 червня 2010 року ; десяток машин залишився на складі VBZ, як аварійний резерв.

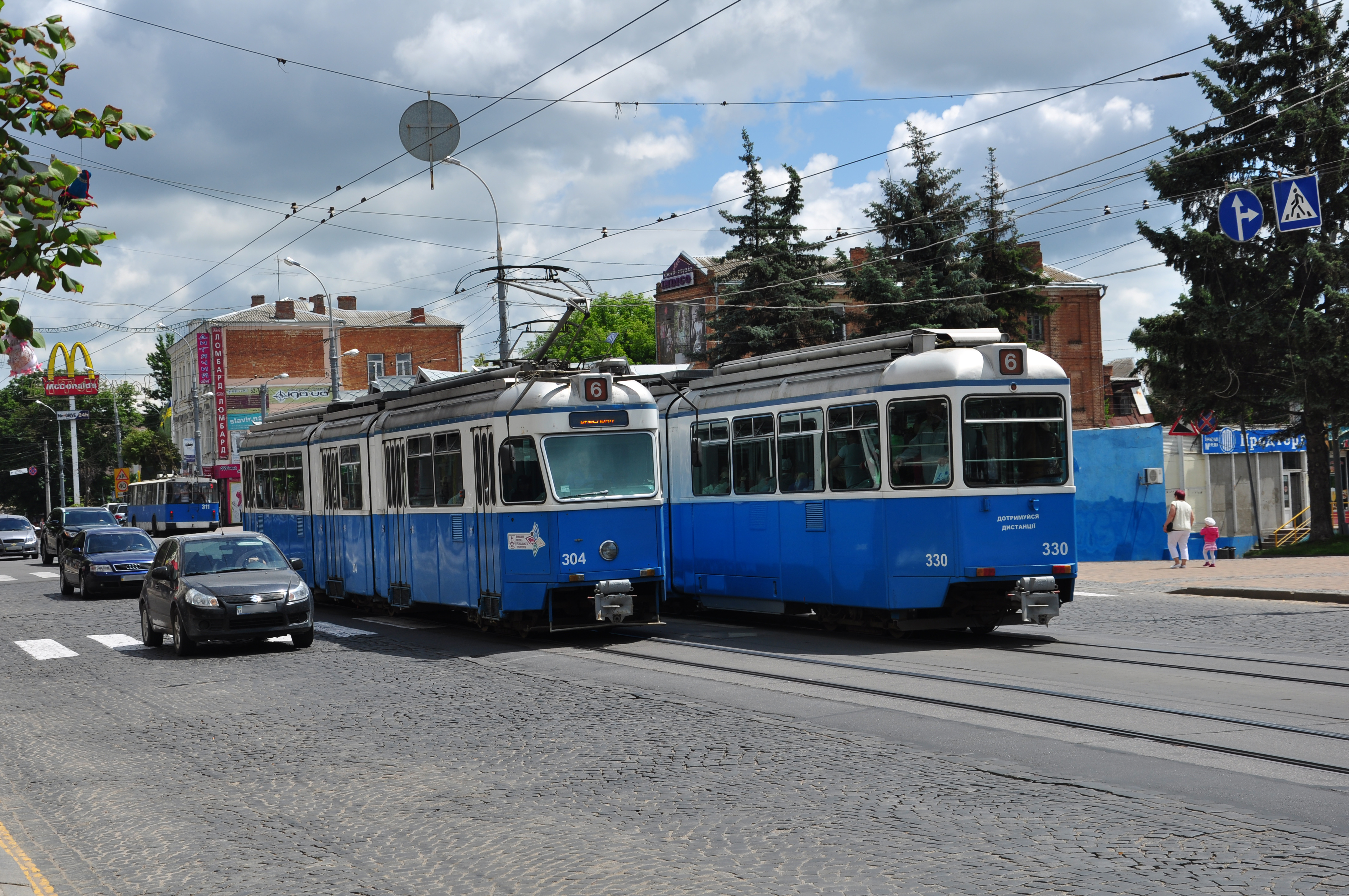
Вагони "Міраж" на вул. Соборній у Вінниці

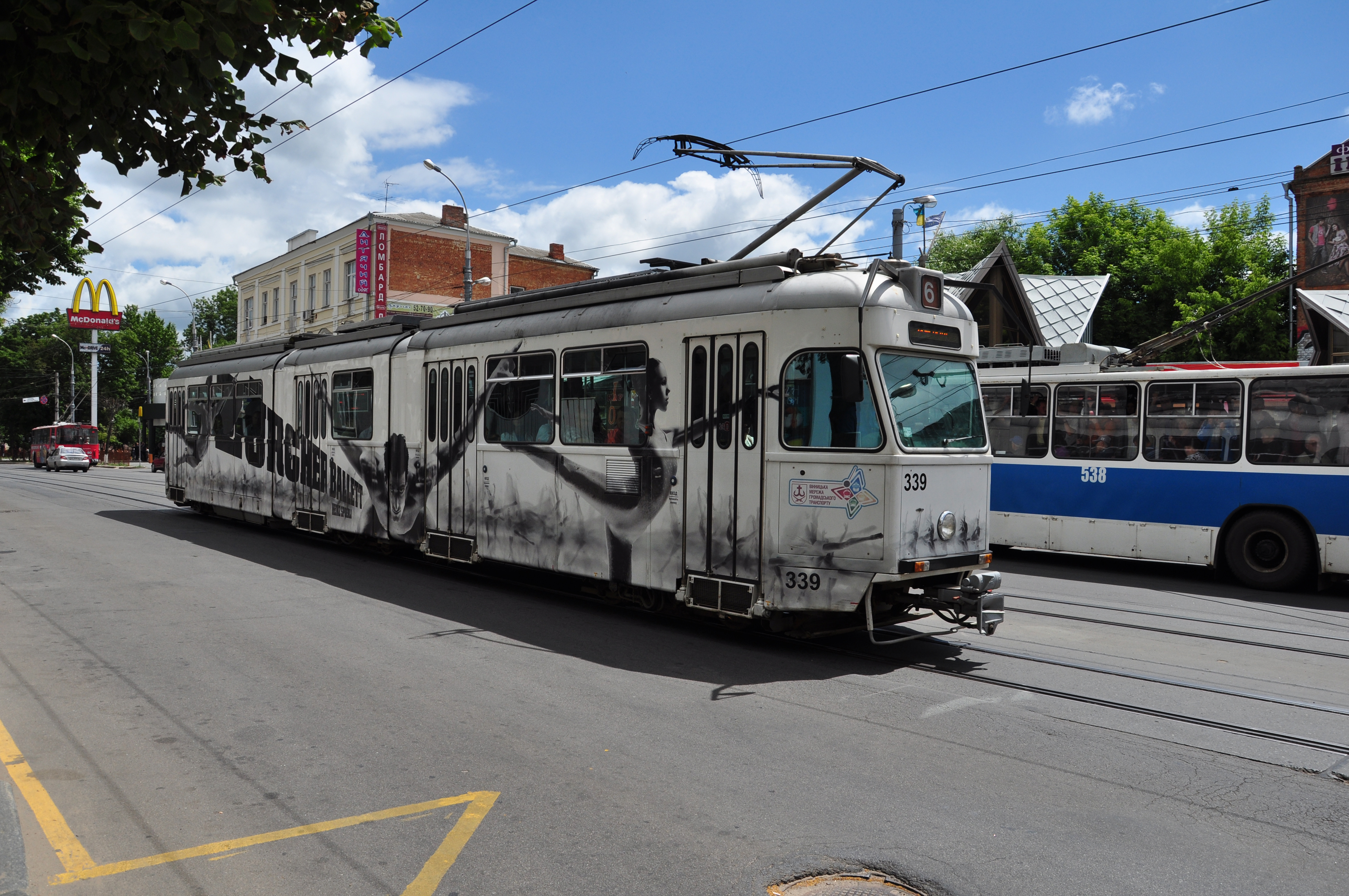
Вагон "Міраж" з оригінальною цюрихською рекламою у Вінниці

Залежно від стану, вагони, що були зняті з експлуатації, передавали у м. Вінниця або утилізовували. Програма, що фінансується Державним секретаріатом з економічних питань (SECO), до середини 2010 року привезла до Вінниці 45 вагонів і три допоміжні вагони, у квітні 2008 року Цюрих (вагони 1601-1605, 1715 і 1718), у вересні/жовтні 2008 року (вагони 1612, 1614, 1615, 1619, 1620, 1622, 1639, 1683, 1687, 1689 та 1717), у жовтні 2009 року (автомобілі 1606, 1609, 1611, 1613, 1616, 16623, 1, 16623, 1 163,28, 163,28, 163,28, 163,28, 163,28 1633 та 1636), у березні 2010 року (вагони 1608, 1610, 1625, 1627, 1634, 1635, 1637, 1638, 1652, 1653, 1658, 1662, 1669, 1678, 1682, 16844, 1662, 1669, 1678, 1682, 16844 ) та у червні/липні 2010 року (вагони 1629, 1640, 1642, 1646-1651, 1655, 1657, 1660, 1663, 1665, 1666, 1671, 1672, 1680). Остання поставка з дванадцятьма вагонами Mirage (вагони 1626, 1656, 1659, 1664, 1668, 1673, 1676, 1677, 1679, 1681, 1685, 1688) і запасними частинами вирушила з Цюриха 23/24 листопада 2011 для транспортування до Вінниці.
Загальний бюджет проекту становив 3,55 млн швейцарських франків, з яких 3,2 млн — внесок SECO, 50 тисяч — VBZ, а ще 300 тис. — Вінницької міської ради, який мав бути спрямований на введення вагонів в експлуатацію та приведення у відповідність українським стандартам. 

### Повернення до експлуатації
В лютому 2019 року внаслідок збільшення довжини ліній 2 та 8 на маршрутах виник брак рухомого складу. Щоби виправити ситуацію, спарений потяг з вагонів 1674 та 1675, які на той момент вже зберігалися в музеї Цюриха, тимчасово повернули на маршрут та використовували по будніх днях під час вечірньої години-пік на маршруті №8. З часом, коли до міста було поставлено достатню кількість нових вагонів Bombardier Flexity, необхідність у регулярному використанні Міражів відпала. 1 квітня 2021 року вони повернулися до музейної експозиції й тепер виїжджають на вулицю лише, як музейні експонати.

## Подальша доля
З початкових 126 «Міражів» 46 було утилізовано на металобрухт, решту (78 штук) доставили до Вінниці. Два вагони залишилися в Цюриху (1674 і 1675). Коли справа доходить до утилізації, особливо страждають "Сліпі корови", оскільки вони більше не були необхідні й не можуть використовуватися гнучко. Іншими причинами утилізації були дефекти, значні пошкодження в результаті зіткнення тощо.